# Canon EOS-1D
D6000 1D Mark II
Le Canon EOS-1D est un appareil photographique reflex numérique au format APS-H de 4,1 mégapixels fabriqué par Canon et sorti en automne 2001.

## Caractéristiques
- Boîtier : Reflex numérique en alliage de magnésium à objectifs interchangeables (monture EF) sauf EF-S
- Capteur : CCD de 28,7 x 19,1 mm avec filtre couleur primaire (RVB)
- Processeur d'images : Inconnu
- Définition : 4,15 millions de pixels
- Ratio image : 3:2
- Taille de l'image : LF 2464x1648 Pixels, LM 2464x1648 Pixels, RF 1232x824 Pixels, RAW 2496x1662 Pixels
- Coefficient de conversion : 1,3x (APS-H)
- Viseur : Pentaprisme avec couverture d'image 100 % et correcteur dioptrique intégré de - 3 à + 1D
- Autofocus :  45 collimateurs autofocus (zone AF)
- Mesure lumière : Mesure TTL 21 zones SPC, évaluative couplée aux collimateurs AF, sélective 8,5 %, Spot centrée 2,4 %, Spot 2,4 % liée aux collimateurs AF et Multispot sur 8 points (moyenne à prédominance centrale), correction d’exposition ± 3 IL par 1/3 ou 1/2 de valeur, mémorisation d’exposition
- Balance des blancs : Automatique avec capteur CCD (10 réglages) + 3 paramètres personnalisés de balance des blancs
- Matrice couleur : 5 types d'espaces couleurs : 4 espaces sRVB, Adobe RVB
- Obturateur : 30 à 1/16000 s (par incréments d'1/3), pose longue (bulb), Synchro-X maxi Flash 1/500 s
- Modes : Programme, priorité vitesse, priorité ouverture, manuel
- Motorisation : Vue par vue, entre 8 images par seconde (rapide) et 3 images par seconde. (lente)
- Sensibilité : 100-1600 ISO (par incréments d'1/3), extensible à 50 ou 3 200 ISO (via le menu de prise de vues)
- Mesure flash : Flash auto E-TTL, manuel, haute vitesse
- Affichage : Ecran LCD TFT 2 pouces, environ 120 000 pixels, couverture 100 %
- Enregistrement : CompactFlash Type I/ II (compatible Microdrive)
- Dimensions : 156 × 158 × 78 mm
- Poids :  1250 g (boitier uniquement)
- Alimentation : Batterie Ni-MH NP-E3
- Autonomie : Environ 600 déclenchements à température normale (20°)